# Norops polylepis
Norops polylepis är en ödleart som beskrevs av  Peters 1874. Norops polylepis ingår i släktet Norops och familjen Polychrotidae. Inga underarter finns listade i Catalogue of Life.